# Chiesa di San Maurelio (Trecenta)
La chiesa di San Maurelio, o in modo più completo chiesa di San Maurelio Vescovo e Martire, è la parrocchiale patronale di Sariano, frazione del comune italiano di Trecenta in provincia di Rovigo. Appartiene al vicariato di Badia-Trecenta della diocesi di Adria-Rovigo e risale al XIV secolo 

## Storia
Il più antico luogo di culto a Sariano risale al 1300 e si tratta della cappella di San Maurelio citata perché vacante e senza rendita ecclesiastica. Attorno al 1410 viene ricordata poiché il marchese di Ferrara Niccolò III d'Este concesse in feudo Sariano a Uguccione dei Contrari, politico e militare appartenente alla nobile famiglia Contrari di origini ferraresi, e la cappella venne data in giuspatronato alla famiglia. In questa chiesa, nel 1434, durante la sua visita pastorale, vi celebrò Messa il vescovo di Ferrara Giovanni Tavelli. Nel 1574 ricevette la visita pastorale del vescovo ausiliare di Ravenna Giovanni Battista Maremonti e in tale occasione venne segnalata la presenza nel luogo di culto di due altari, del fonte battesimale e di un cimitero per la comunità accanto alla chiesa. Il vescovo di Ferrara Giovanni Fontana vi si recò in visita due volte, nel 1591 e nel 1599, e nelle sue descrizioni viene citata una seconda cappella nella chiesa, con dedicazione alla Beata Vergine del Rosario, piccola e ricca di affreschi, inoltre parlò della chiesa come ben contruita sin dalle fondamenta. Attorno al 1621 il giuspatronato venne ereditato dalla famiglia Pepoli. Attorno alla seconda metà del XVII secolo la torre campanaria venne ricostruita perché a rischio di crollo e nel 1674 il cardinale e vescovo di Ferrara Carlo Cerri durante la sua visita pastorale del 1674 dichiarò che la struttura era sicura, compresa la torre. Nel 1704 tutto il complesso fu oggetto di un'importante lavoro di ricostruzione e ampliamento, e in tal modo l'antica cappella dei Contrari divenne parte della nuova chiesa, dotata di un altare maggiore e di due altari laterali. Oltre un secolo e mezzo più tardi nuovamente il tempio venne ampliato e nella sala vennero posti nuovi altari, realizzati da Domenico Varesi e Gaetano Castellani. Durante i lavori di restauro nella sala che si sono realizzati alla metà del XX secolo sono riaffiorati importanti affreschi realizzati tra il XIV e il XVIII secolo, attrinuiti a scuola emiliana. Nella seconda metà del secolo la facciata è stata arricchita da due nuove statue raffiguranti San Maurelio e Santa Liberata.

## Descrizione

### Esterni

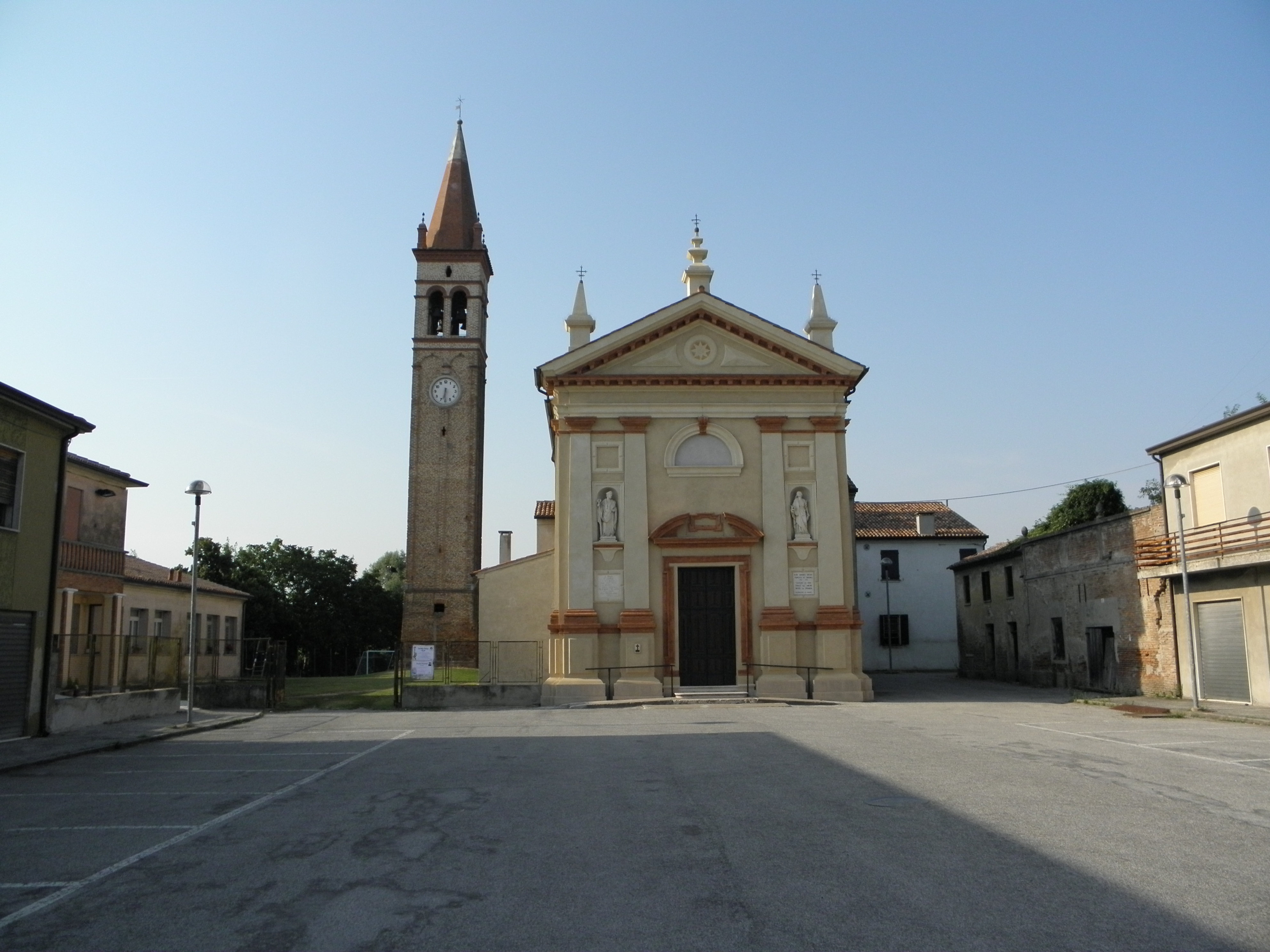
Chiesa di San Maurelio in piazza XX Settembre a Sariano

La chiesa si trova in piazza XX Settembre a Sariano, frazione di Trecenta in provincia di Rovigo. La facciata si presenta in stile palladiano neoclassico caratterizzata da due coppie di lesene doriche che reggono il grande frontone timpanato triangolare. Il portale di accesso è sormontato in asse dalla finestra a lunetta cieca e nella parte mediana del prospetto si sono due nicchie con le statue che raffigurano San Maurelio e Santa Liberata. La torre campanaria si alza isolata sulla sinistra e la sua cella si apre con quattro finestre a bifora. La copertura del tetto è in coppi di laterizio.

### Interni

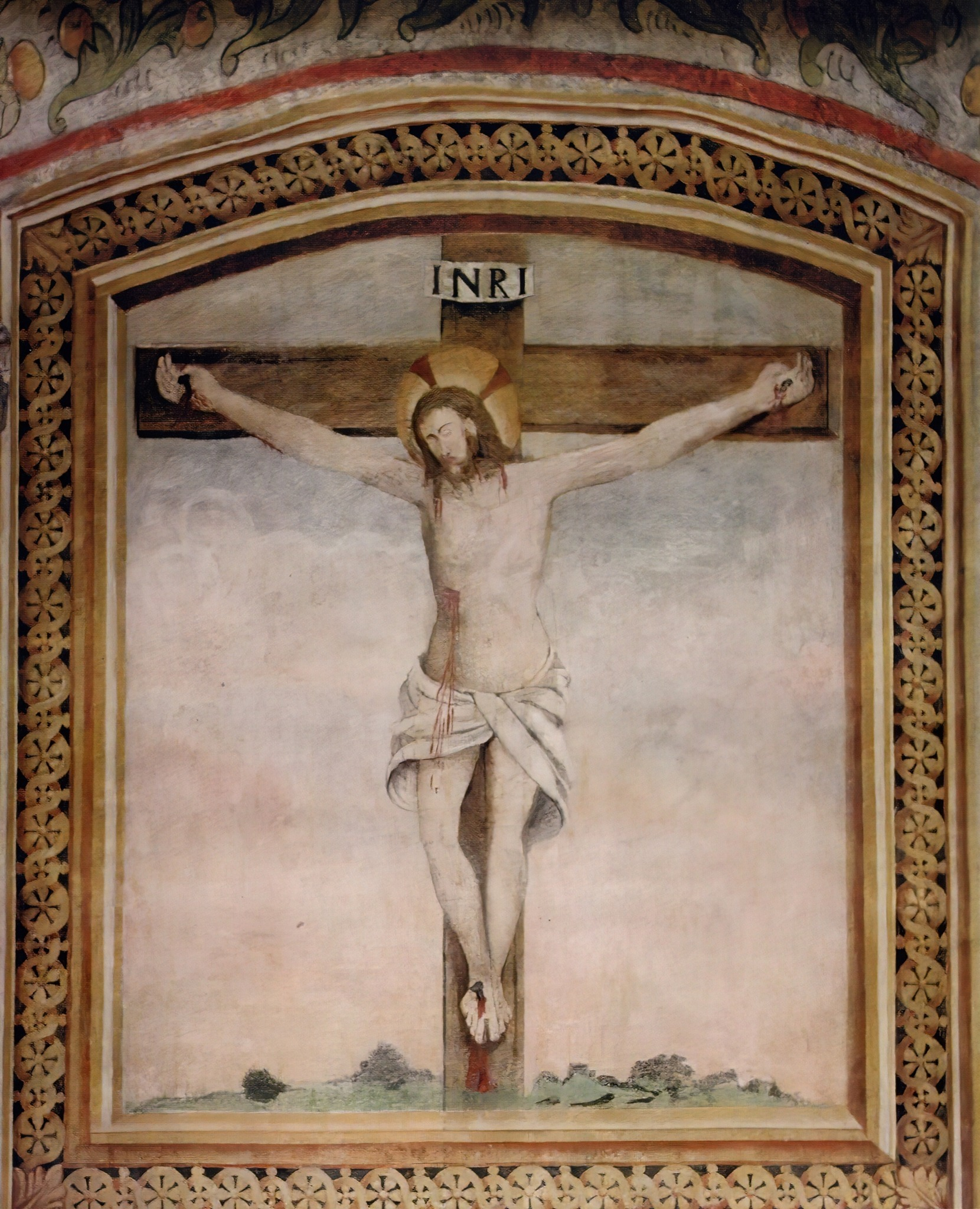
Affresco raffigurante il Crocefisso risalente al XVII e conservato nella sala

La navata interna è unica e con tre altari, il maggiore e i due laterali. Le coperture della parte presbiteriale e dell'abside è con volta a crociera. Il presbiterio è leggermente rialzato. Nella sala vi sono numerose opere d'arte meritevoli di nota, in particolare la pala nell'abside appartenente allo storico altare di ligno e attribuita a Giovanni Francesco Barbieri detto il Guercino e raffigurante San Maurelio in atto di invocazione della protezione divina sulla città di Ferrara. Tale dipinto raffigura il santo e vescovo di Voghenza con gli attributi rappresentati dalla corona e dalla mitria. Lo sfondo raffigura Ferrara, città della quale è copatrono con San Giorgio. Importantissima è la cappella laterale che in origine era la primitica chiesa di Sariano sul soffitto della quale si conserva la decorazione a rilievo cheriproduce lo stemma gentilizio della famiglia Contrari. Inoltre sulle pareti della navata si conservano lacerti di affresco databili a periodi compresi tra il XIV e il XVIII secolo e con soggetti diversi: un santo probabilmente dipinto nel XIV secolo e attribuibile a Jacopo da Bologna, una Madonna in trono con Bambino, un Cristo crocefisso del XVII secolo e un frammento di affresco che raffigura un uomo in armatura, forse Uguccione dei Contrari. L'adeguamento liturgico è stato realizzato entro il 1970.